# Betula raddeana
Betula raddeana là một loài thực vật thuộc họ Betulaceae. Loài này có ở Gruzia và Nga. Chúng hiện đang bị đe dọa vì mất môi trường sống.

## Hình ảnh

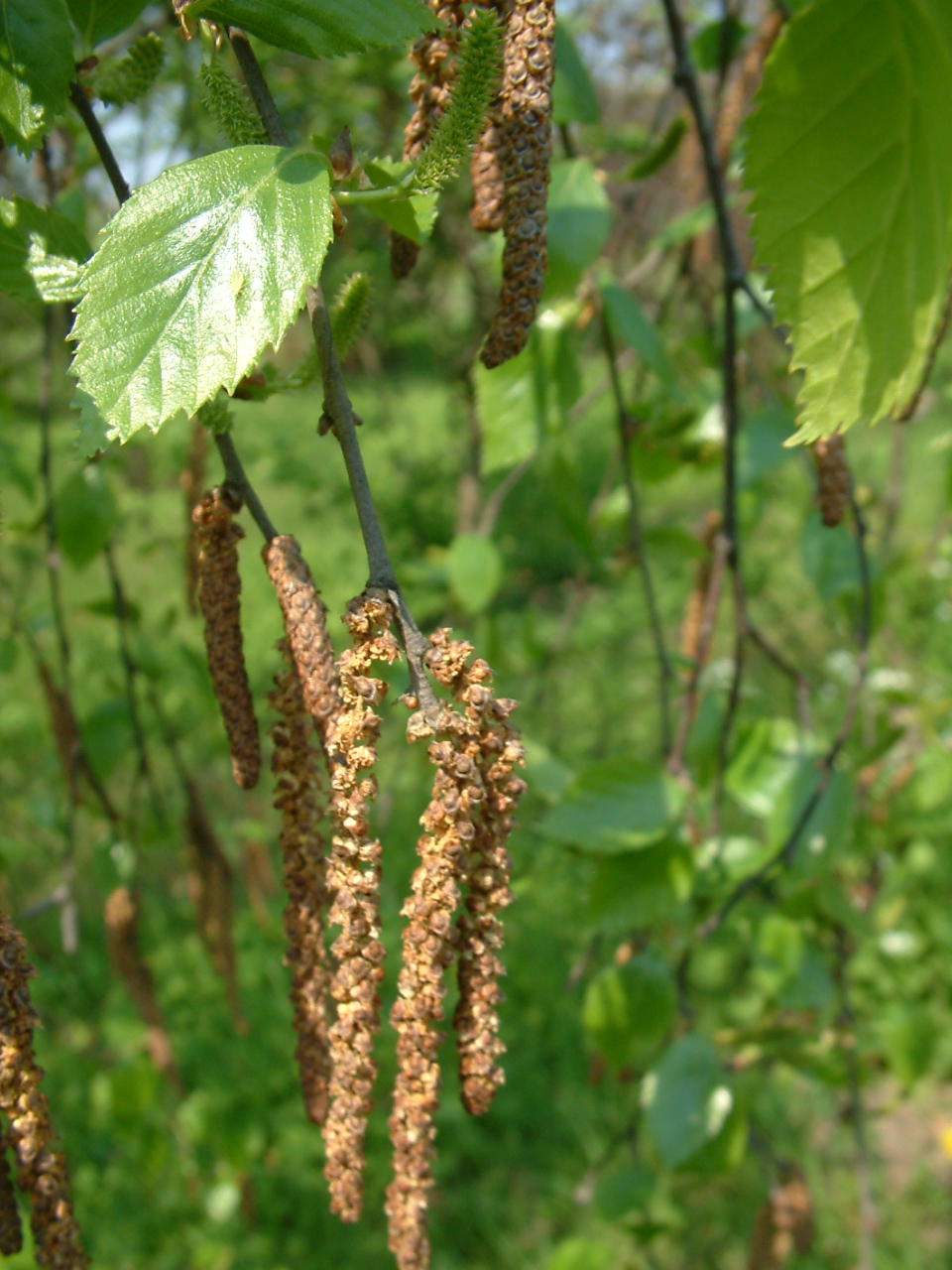